# Aristaeomorpha
Aristaeomorpha is een geslacht van kreeftachtigen uit de klasse van de Malacostraca (hogere kreeftachtigen).

## Soorten
- Aristaeomorpha foliacea (Risso, 1827)
- Aristaeomorpha woodmasoni Calman, 1925